# Мелвін Гіббс
Мелвін Гіббс (англ. Melvin Gibbs) — американський бас-гітарист, який записав близько 200 альбомів у різних жанрах музики. Серед іншого Гіббс відомий тим, що працював у джазі з барабанщиком Рональдом Шенноном Джексоном (Ronald Shannon Jackson) і гітаристом Сонні Шарроком (Sonny Sharrock), а також у рок-музиці з Rollins Band і Арто Ліндсі (Arto Lindsay).

## Кар'єра

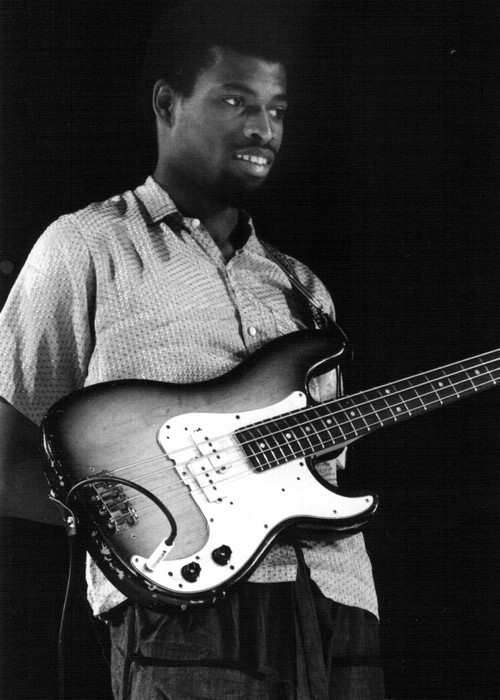
Мелвін Гіббс під час виступу в Парижі, Франція, у липні 1980 року

Уродженець Брукліна (Нью-Йорк), Гіббс відвідував коледж Медгар Еверс (Medgar Evers College) і Бруклінську консерваторію (Brooklyn Conservatory of Music). Після закінчення музичного коледжу Берклі (Berklee College of Music) Гіббс вперше став відомим як учасник гурту Defunkt, який був опорою сцени Нью-Йорка на початку 1980-х років. Більшу частину 1980-х років він грав у гурті Decoding Society барабанщика Рональда Шеннона Джексона з гітаристом Верноном Рідом (Vernon Reid), гітаристом Сонні Шарроком і саксофоністом Джоном Зорном (John Zorn). Разом з Джексоном і гітаристом Біллом Фріселлом (Bill Frisell) він був учасником гурту Power Tools. Гіббс очолив гурт Eye and I разом із Д. К. Дайсоном (D.K. Dyson). Д. К. Дайсон був співзасновником Black Rock Coalition.
Гіббс взяв на себе роль продюсера звукозапису під час роботи з Rollins Band у 1990-х роках. Також він продюсував записи для інших виконавців на студії Rage Records.
Він був учасником гурту Rollins Band з 1993 по 1998 рік і знову в 2006 році, коли гурт ненадовго відновився. У складі Rollins Band він виступав у Вудстоку '94 у 1994 році та був номінований на премію Греммі у 1995 році. Гіббс також записувався з хіп-хоп музикантом Dead Prez, бразильськими музикантами Caetano Veloso та Marisa Monte, латиноамериканським джазовим музикантом Eddie Palmieri, нігерійським музикантом Фемі Куті (Femi Kuti) та гітаристом Марком Рібо (Marc Ribot). Він продюсував альбоми гітариста Арто Ліндсея (Arto Lindsay) та ді-джея DJ Logic.
Гіббс сформував Punk-Funk All-Stars разом з Джеймсом Бладом Улмером (James Blood Ulmer), лідером Defunkt Джозефом Боуї (Joseph Bowie), Верноном Рідом і Рональдом Шенноном Джексоном. У 1998 році Гіббс, гітарист Брендон Росс (Brandon Ross) і барабанщик Дж. Т. Льюїс (J.T. Lewis) сформували тріо Harriet Tubman, яке продовжувало виступати з концертами та записуватись до 2023 року.
Ancients Speak — перший альбом Elevated Entity Мелвіна Гіббса, був випущений 17 березня 2009 року компанією Livewired Music. У 2009 році він приєднався до гурту SociaLybrium разом з Берні Вореллом (Bernie Worrell) з Parliament-Funkadelic, ДеВейном «Блекбердом» Макнайтом (DeWayne "Blackbyrd" McKnight) і Джей Ті Льюїсом (J.T. Lewis). Альбом гурту, For You/For Us/For All, був випущений Livewired у грудні 2009 року.
Інші проекти Гіббса включають:
- Melvin Runs the Hoodoo Down з гітаристом Пітом Козі (Pete Cosey) та клавішником Джоном Медескі (John Medeski);
- the Geechee Seminoles з перкусіоністом Девідом Плезантом (David Pleasant);[7]
- Zig Zag Power Trio з гітаристом Верноном Рідом (Vernon Reid) і барабанщиком Віллом Калхауном (Will Calhoun);
- God Particle з космологом / саксофоністом Стефоном Александром (Stephon Alexander), Девідом Плезантом (David Pleasant) та іншими музикантами; [8]
- Melvin Gibbs Magnum.[9]

## Дискографія

### Як лідер або співкерівник
- 2003 The Rites with Burnt Sugar (Greg Tate), Butch Morris, Pete Cosey (Avant Groidd Musica)
- 2004 Raw Meet with Elliott Sharp, Lance Carter (Intakt)
- 2009 Ancients Speak, as Melvin Gibbs' Elevated Entity (LiveWired; rereleased, Melvin Gibbs via bandcamp)
- 2010 Christian Marclay: Graffiti Composition with Elliott Sharp, Mary Halvorson, Lee Ranaldo, Vernon Reid
- 2010 Electric Willie: a Tribute to Willie Dixon with Elliott Sharp, Henry Kaiser, Eric Mingus, Queen Esther, Glenn Phillips, Lance Carter (Yellowbird)
- 2011 "E-volution" single (rereleased later, Melvin Gibbs via bandcamp)
- 2011 Phree-dem downloads (Melvin Gibbs via bandcamp)
- 2013 Crossing the Waters with Elliott Sharp, Lucas Niggli (Intakt)[10]
- 2013 "Still Dreamin'" single (rereleased later, Melvin Gibbs via bandcamp)
- 2018 Zig Zag Power Trio with Vernon Reid, Will Calhoun (Woodstock Sessions)
- 2020 "Holy Ground: 38th and Chicago — initial thoughts" single (Melvin Gibbs via bandcamp)
- 2021 "It's Been a Long Time Coming" single (Melvin Gibbs via bandcamp)
- 2021 4 + 1 equals 5 for May 25 (Melvin Gibbs via bandcamp)
- 2021 FlyBoy's Bardo EZ Pass single (Melvin Gibbs via bandcamp)
- 2022 Anamibia Sessions Vol. 1: The Wave (Editions Mego)[11]

Разом з Defunkt
- 1980 Defunkt
- 1994 Live & Reunified
- 2005 Defunkt/Thermonuclear Sweat[10]

Разом з Rollins Band
- 1994 Weight
- 1997 Come In and Burn[10]

Разом з Harriet Tubman
- 1998 I Am a Man (SlaveNo Mo'/Knitting Factory)[1][12]
- 2000 Prototype (Avant)
- 2011 Ascension (Sunnyside)
- 2011 Lucent Steps: Ascension Remix single (Melvin Gibbs via bandcamp)
- 2017 Araminta (Sunnyside)
- 2018: The Terror End of Beauty (Sunnyside)[3][13]

Інші гурти
- 1987 Strange Meeting, Power Tools
- 2010 For You — For Us — For All, Socialybrium

### Як допоміжний музикант
Разом з Jean-Paul Bourelly
- 1994 Saints & Sinners
- 1997 Fade to Cacophony: Live
- 2002 Trance Atlantic[10]

Разом з DJ Logic
- 1999 Project Logic
- 2001 The Anomaly
- 2006 Zen of Logic[10]

Разом з Ronald Shannon Jackson
- 1980 Eye on You
- 1981 Nasty
- 1982 Mandance (Antilles)
- 1983 Street Priest
- 1983 Barbeque Dog (Antilles)
- 1985 Decode Yourself (Island)
- 1990 Taboo
- 1999 Live in Montreux
- 2000 Earned Dreams
- 2000 Live at Greenwich House[10]

Разом з Arto Lindsay
- 1995 Aggregates 1-26
- 1996 Mundo Civilizado
- 1996 Subtle Body
- 1998 Noon Chill
- 1999 Prize
- 2000 Ecomixes
- 2002 Invoke
- 2004 Salt
- 2014 Encyclopedia of Arto
- 2017 Cuidado Madame[10]

Разом з Marisa Monte
- 1991 Mais
- 1996 Barulhinho Bom (A Great Noise)[10]

Разом з Sonny Sharrock
- 1987 Seize the Rainbow (Enemy)
- 1989 Live in New York (Enemy)
- 1996 Into Another Light[10]

Разом з Moreno Veloso
- 2001 Music Typewriter
- 2014 Coisa Boa[10]

Разом з Vitamin C
- 1999 Vitamin C
- 2000 More

Разом з John Zorn
- 1986 The Big Gundown (Elektra)
- 1988 Spillane[10]

З іншими
- 1982 Sueño, Eddie Palmieri
- 1989 Come Together as One, Will Downing
- 1989 Unh!, Philip Tabane
- 1990 Metamorphosis, World Saxophone Quartet
- 1990 Rootless Cosmopolitans, Marc Ribot
- 1991 Circulado, Caetano Veloso
- 1991 Lust, Ambitious Lovers
- 1995 Very Neon Pet, Peter Scherer
- 1997 Terra Incognita, Chris Whitley
- 1998 Black Music, Chocolate Genius
- 1999 Mustango, Jean-Louis Murat
- 1999 Pasajes de un Sueno, Ana Torroja
- 1999 Return of Kill Dog E, Scotty Hard
- 2000 Let's Get Free, Dead Prez
- 2000 Menace to Sobriety, OPM
- 2003 Deeper Than Oceans, Kazufumi Miyazawa
- 2004 Ten, Ellery Eskelin
- 2010 The Art of Bellydance, Bellydance Superstars[10]
- 2020 Marching Music, Dave Douglas (Greenleaf)